# Таршиен Рейнбоус
„Таршиен Рейнбоус“ (на малтийски Tarxien Rainbows Football Club) е малтийски футболен клуб, базиран в град Таршиен. Основан през 1944 година. Отборът играе в Малтийската Премиер лига.

## Успехи
- Купа на Малта:
  - 1/2 финалист (2): 2009 – 2010, 2010 – 2011
- Втора дивизия: (3 ниво)
  -  Шампион (2): 2002 – 2003, 2004 – 2005

## Предишни имена
| Години | Име                |
| ------ | ------------------ |
| 1944   | „Литъл Ренйбоус“   |
| ?      | „Таршиен Рейнбоус“ |